# Hunda
Hunda és una illa que forma part de l'arxipèlag de las Òrcades, pertanyent a Escòcia. Està situada a 10 milles al sur de Kirkwallen, a l'oceà Atlàntic.
L'illa ocupa una superfície de 100 hectàrees i la seva altitud màxima sobre el nivell del mar és de 42 metres.
Està situat al Scapa Flow i es connecta a la propera illa de Burray per una calçada construïda el 1941 per aturar el pas d'embarcacions petites com a part de la línia de defensa anomenada Churchill Barriers.
El nom es deriva del nòrdic antic per a l'illa de gos. Els vikings van fer servir les Illes Òrcades com seu per a les seves expedicions contra Escòcia i Noruega, i les illes van estar sota el domini dels comtes nòrdics fins a l'any 1231.
L'illa és rica en avifauna, i conté una pedrera abandonada. Una petita entrada als penya-segats del nord es coneix com a 'Sunless Geo'.
Hunda s'utilitza actualment per la cria d'ovelles i cabres per a la llana.